# Protoaeginella muriculata
Protoaeginella muriculata is een vlokreeftensoort uit de familie van de Caprellidae. De wetenschappelijke naam van de soort is voor het eerst geldig gepubliceerd in 1972 door Laubitz & Mills.